# Aphaereta major
Aphaereta major är en stekelart som först beskrevs av Thomson 1895.  Aphaereta major ingår i släktet Aphaereta och familjen bracksteklar. Arten är reproducerande i Sverige. Inga underarter finns listade i Catalogue of Life.